# 1981년 경산 열차 추돌 사고
경산 열차 추돌사고(慶山列車追突事故)는 1981년 5월 14일 오후 4시에 경상북도 경산군 고산면(현 대구광역시 수성구 고산3동) 고모역 부근 매호 건널목에서, 열차 간 충돌로 발생하여 55명이 숨지고 233명이 부상한 참사이다.

## 사고 개요
1981년 5월 14일, 경상북도 경산군 고산면 매호동 경부선 상행선 매호건널목에서 사고 5분 전, 부산발 서울행 제116호 특급열차가 건널목에 버려진 오토바이와 먼저 부딪혔고, 사고를 낸 특급 열차의 기관사는 통제실에 알리지 않은 채 오토바이와의 충돌 현장을 확인하기 위하여 서행으로 후진하는 과정에서 뒤이어 오던 부산발 대구행 보통 급행열차가 후진을 하던 특급열차 뒤 부분을 추돌하여 발생하였다.
특급열차의 7호 객차 및 보통 급행열차 기관실 동력차가 크게 파손되고, 특급 열차 8호, 9호 객차 2량이 탈선, 5m 철길 아래로 굴러 떨어졌다. 그 결과 55명 사망, 233명 부상이라는 참사를 빚었다. 경부선 상·하행선이 하루 동안 불통되었다.

## 후속 조처
사고가 나자 경찰, 군인, 공무원 등 1천여 명과 헬기 3대와 구급차 50대가 동원되어 구조작업에 나섰다. 경부선은 다음날인 5월 15일 소통되었고 합동분향소도 설치되었다.
열차까지 동원한 현장검증을 실시하여 열차 두 기관사와 오토바이를 버리고 간 오토바이 운전자 등 관련자 5명이 구속되었고 도로운송차량법위반ㆍ업무상과실기차교통방해ㆍ중과실기차교통방해ㆍ업무상과실기차전복ㆍ업무상과실치사상의 죄로 처벌받았다.
황해중 철도청장이 도의적인 책임을 않고 사임했다. 사고 이후 매호건널목에 지하도가 건설되었다가 2005년 가천역이 생기면서 일대를 대대적으로 갈아엎는 바람에 흔적도 찾아볼 수 없다. 또한 보통급행열차는 이 사고 이후 이듬해에 폐지되었다.

## 같이 보기
- 대한민국의 철도 사고  목록
- 구포역 열차 전복 사고
- 고모역 열차 추돌 사고